# Visarion Iugulescu

Ierodiaconul Visarion Iugulescu (n.28 octombrie 1922 Brănești, Dâmbovița - 24 mai 2008, Cernica ), pe numele de mirean Vasile Iugulescu, a fost un monah ortodox român. Acesta este considerat de creștinii ortodocși români ca fiind unul dintre cei mai mari misionari din perioada comunistă din România, atrăgând un număr foarte mare de tineri.Acesta se înscrie totodată și în Oastea Domnului - organizație creștină a intelectualilor din vremea comunismului cu scop religios.

## Biografie
Se naște la Brănești, jud. Dâmbovița, în luna octombrie 1922, primind la botez numele de Vasile. Încă de copil a avut înclinații spre activitatea misionar-duhovnicească. Iubea foarte mult biserica, era aprins în credință, se instruia citind operele Sfinților Părinți, fiind animat de dorința de a ști cât mai multe învățături pentru mântuirea sufletului.
În timpul războiului este luat militar la Brașov, la cavalerie, fiind impresionat de disciplina din armată. Duminica, când ostașii mergeau la biserică împreună cu ofițerii, cânta la strană și, cu învoirea preotului, predica în prezența ofițerilor și ostașilor. Pleacă pe front în Rusia, unde, în timpul luptelor este luat prizonier, împreună cu ostașii companiei. În drum spre lagărele din Siberia reușește să fugă, ca prin minune, și se întoarce în țară. 
După eliberare s-a retras în părțile Brașovului unde a cunoscut mulți părinți duhovnicești, misionari autorizați ce propovăduiau în toată țara. 
Între 1948-1950, zi de zi, a făcut misionarism cu părintele Damaschin (fost stareț al mânăstirii Lainici), până ce autoritățile le-au interzis, luând măsuri drastice. Părintele Damaschin, apreciind predicile sale și plăcându-i hotărârea și starea sa sufletească, l-a recomandat mitropolitului Irineu Mihălcescu și, astfel, primește hirotesia de ipodiacon misionar la moaștele Sf. Cuvioase Parascheva de la Iași. Avea vârsta de 28 de ani. 
Între timp cunoaște asociația misionară ortodoxă Patriarhul Miron din București, pe părintele Iosif Gafton, pe scriitorul Alexandru Lascarov-Moldovanu, pe Vasile Ionescu, pe părintele Toma Gherasimescu de la Mărgăritarele lumii, unul din cei mai mari misionari din țară. 
Simțind nevoia de liniște și, totodată, dorind viața pustnicească, se retrage în munții Reteiului, și este hirotonisit ierodiacon, cu numele Visarion, pentru mânăstirea Balaciu, de Prea Sfințitul episcop Antim Angelescu al Buzăului, pe 25 decembrie 1950 la catedrala episcopală din Buzău.
Aici, cu binecuvântarea starețului a desfășurat aceeași activitate de întărire sufletească, făcându-și mulți ucenici. Mulți dintre ucenicii dânsului au devenit călugări, diaconi, preoți, stareți de mânăstiri. Amintim aici pe părintele protosinghel Ilarion Lupașcu, fost stareț al schitului românesc Prodromul de la sfântul munte Athos.
De la Balaciu e cerut de mitropolitul Efrem la mânăstirea Cernica, unde vine cu un număr însemnat de ucenici. Urmează cursurile de ghizi și e repartizat ca ghid la mânăstirea Snagov. 
În anul 1960 este afectat de acel odios decret prin care se dispunea închiderea unor mânăstiri și scoaterea călugărilor tineri din mânăstiri. Funcționează pe post de cântăreț la mai multe biserici. 
În anul 1973 se stabilește la biserica Sf. Nicolae-Sârbi din București, unde timp de 10 ani a desfășurat o neobosită activitate duhovnicească, vestind cu timp și fără timp cuvântul lui Dumnezeu, alinând, mângâind suflete zbuciumate, mustrând cu blândețe, îndreptând sufletele spre Hristos. 
Impresiona prin vocea sa îngerească care era predestinată rugăciunilor și psalmodierii, intona la strană cântările bisericești ca nimeni altul și, mai ales, trezea conștiințele prin puterea adevărurilor conținute în predicile pe care le rostea din fața sfântului Altar. 
Cu ochii blânzi și isteți, cu fața angelică și chipul monahicesc, părintele Visarion trăda o mare trăire. O lumină ca a sfinției sale nu putea fi ascunsă sub obroc și, în scurt timp, se adună în juru-i o mulțime de tineri, biserica începu să se umple de lume și să devină neîncăpătoare.
Mulți din cei împovărați de păcate, care intrau în contact cu sfinția sa, oricâte vicii ar fi avut, se transformau, renășteau în niște oameni însănătoșiți sufletește. 
Sfinția sa împărțea în dar, cu generozitate cruciulițe, icoane, cărți religioase cu învățături sfinte, vieți de sfinți, rugăciuni, cărți care în vremea aceea erau mărgăritare de mult preț și cu anevoie de găsit, casete cu predici ziditoare de suflet, predici care erau înregistrate de credincioși în timpul slujbelor. Multe din aceste lucruri erau greu de procurat și cu mari sacrificii.
Era înzestrat și cu darul picturii. Multe din icoanele pictate de sfinția sa împodobesc și astăzi casele creștinilor sau diferite biserici unde au fost donate. 
Despre sine, îi plăcea mai mult să afirme că este un pictor de suflete. 
Actele caritabile făcute împreună cu credincioșii, în funcție de împrejurările de atunci și de posibilități, vizau spitalele, azilurile de bătrâni, orfelinatele, familiile cu situații materiale precare, copii nebotezați de la casele de copii, care erau botezați, persoane decedate care nu aveau pe nimeni să le facă înmormântare. 
De asemenea, persoanele care aveau talent (muzică, pictură, sculptură, poezie, etc.) erau încurajate să-și pună talantul în slujba Domnului.
Treptat, acțiunile dânsului au stârnit invidia multora care nu se puteau ridica la aceeași înălțime și, în urma unor uneltiri, în 1983, urmează anchete, interogatorii, interzicerea dreptului de a mai predica.
Deși nu a fost găsit vinovat cu nimic, din acel moment, i s-a interzis accesul în biserică și i s-a impus pensionarea, forțat.
Moment greu, atât pentru sfinția sa cât și pentru credincioșii care erau tulburați de nedreptatea ce i se făcuse.
Credincioșii care îl urmaseră s-au răspândit pe la mai multe biserici, răspunzând solicitărilor preoților și creându-se în biserici focare de credință, care radiau și celor din jur.
Acționând cu multă înțelepciune, își desfășoară acum lucrarea misionară acoperit, ca în catacombe, potrivit conjuncturii și posibilităților vremii. 
Datorită condițiilor de viață și încercărilor prin care a trecut sănătatea sfinției sale s-a zdruncinat mult.
După evenimentele din decembrie 1989 s-a creat mai mult spațiu de lucru pe plan duhovnicesc. Are acum posibilitatea să facă o catehizare vastă, procedând cu abilitate și răspândind cuvântul lui Dumnezeu în mase mari de auditori. 
Este invitat de mulți preoți, atât din București cât și din provincie și ține predici în multe biserici, predici apreciate cu superlative și care aveau menirea de a lumina mintea, a întări voința și a sensibiliza sentimentele pentru primirea lui Hristos în suflet. 
S-au continuat și în această perioadă acțiunile practice în slujba Bisericii, și cele caritabile și s-a răspuns solicitărilor venite din partea preoților. Ucenici cu zel misionar au desfășurat cu succes acțiuni misionare cu ajutorul unor filme religioase pe diapozitive, însoțite de comentarii care înfiorau și făceau să vibreze adâncurile ființei. 
Împreună cu ucenicii apropiați a scos revista Pâine și apă pentru suflet, foarte căutată și apreciată de credincioșii Bisericii Ortodoxe Române, adresată tuturor celor care vor să cunoască și să trăiască credința ortodoxă.
În tot ce a întreprins a demonstrat o mare cunoaștere a sufletului omenesc pe care l-a dominat cu iubire adâncă.
Activitatea părintelui Visarion în cadrul Bisericii lui Hristos, zelul său misionar, asemenea unui adevărat apostol, stăruința sa pentru luminarea sufletelor și renașterea spirituală a credincioșilor, au avut un răsunet puternic în rândul credincioșilor Bisericii ortodoxe.

## Reacții critice
Prof. diac. dr. Petre David îi contestă treapta de ierodiacon,  numindu-l purtător de rasă (rasofor). A fost criticat că a încurajat așa-numitele  căsătorii albe (abstinență sexuală între soți). Mai este criticat și pentru faptul  că a militat pentru un stil de viață ascetic, nerecomandat mirenilor, precum nuntă fără lăutari și cântece lumești, vestimentație sobră, numai cu haine negre, basmale albe sau albastre, precum și  excluderea podoabelor.
Adepții lui sunt cunoscuți sub numele de visarioniști.
Visarion se pretinde, el însuși, purtătorul unor revelații primite direct, în urma unor „arătări”, viziuni. În predici, reproduce astfel de mesaje, prezentând dialoguri între Dumnezeu, Maica Domnului, îngeri, diavoli, sfinți, fără bază biblică și patristică. Abuzează de digresiuni, povești și descrieri imaginare, care fac, însă, deliciul adepților. Nu în ultimul rând, creează o psihoză eminamente sectară prin descrierile îngrozitoare ale sfârșitului lumii, ale chinurilor iadului etc. Are, însă, și meritul de a îndrepta adepții pe calea moralității, prin combaterea aspră a păcatelor și viciilor.